# Mitthyridium undulatulum
Mitthyridium undulatulum là một loài rêu trong họ Calymperaceae. Loài này được Broth. & Geh. H. Rob. mô tả khoa học đầu tiên năm 1975.